# جنس عبر الإنترنت

الجنس الالكتروني يكون عبر وسائل الاتصال المتاحة عبر الانترنت، أي لا يحدث به تلامس بين الشخصين.

الجنس عبر الإنترنت أو الجنس الإلكتروني عبارة عن عملية تتم بين فردين عبر وسائل الاتصال المتوافرة عبر شبكة الإنترنت، مثل: البريد الإلكتروني، أو الصور، والرسائل الجنسية، وغرف الدردشة، والمواقع الإلكترونية، ويعتبر من أنواع الجنس التخيلي، ويختلف عن الجنس عبر الهاتف في كونه عادةً يحدث بين أشخاص غير معروفين لبعضهم البعض.

## معدلات الجنس عبر الإنترنت

صورة تظهر معدلات الزوار لأحد المواقع الجنسية حسب إحصائيات "أليكسا" ويظهر أن أكثرهم يقعون في الولايات المتحدة، ويلاحظ أيضا ارتفاع النسبة في كل من مصر وإيران والهند والصين.

ظاهرة الجنس عبر الإنترنت في تزايد بشكل مستمر بين ملايين من الناس حول العالم، بالإضافة إلى أن هذه الظاهرة تزداد في الدول العربية.

## مخاطر الجنس عبر الإنترنت
يؤدي الجنس عبر الإنترنت إلى عدد من المخاطر على الفرد من نواحي صحية واجتماعية ونفسية منها:
- يؤدي الجنس عبر الإنترنت إلى زيادة الانحطاط الأخلاقي في الفرد الذي يمارسه الذي قد يؤدي إلى ممارسة الجنس بطريقة منافية للأخلاق بالشكل الحقيقي والفعلي.
- يؤدي الجنس عبر الإنترنت إلى تزايد الاستمناء (العادة السرية) لدى الفرد، نتيجة ما يتعرض له من مثيرات جنسية، وهو ما ينعكس سلباً على صحة الإنسان ونظرته إلى نفسه.
- من مميزات هذه الممارسة أنها ممارسة خيالية خالية من الأذى الجسدي، إلا أنها تلحق أذى في نفس الفرد فقد تؤدي به إلى إدمان هذه العادة السيئة وعدم القدرة على المضي دون ممارستها.
- الجلوس الطويل أمام الحاسب لممارسة هذه العادة يؤدي إلى العزلة الاجتماعية بين الفرد والناس، وإصابته بالخمول وابتعاده عن النشاط.
- قد يؤدي إلى أخطار كبيرة على الأطفال من ناحية أخلاقية خاصةً ما قد يلاقوه من محرمات إباحية على الإنترنت بأي طريقة ممكنة.[3]

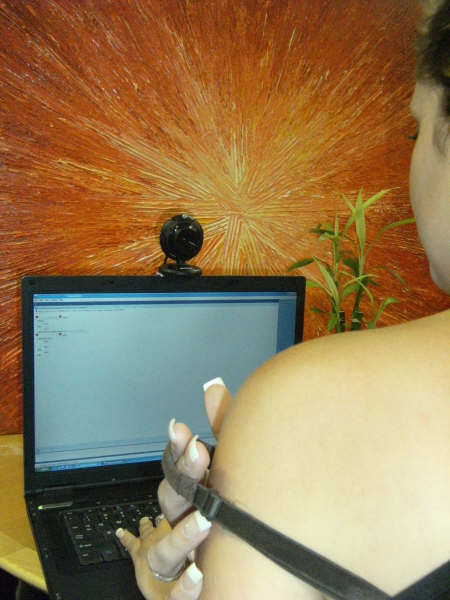
الجنس عن طريق كاميرا الويب

## الفرق بين الجنس الإلكتروني والجنس الطبيعي
- الجنس الإلكتروني لا تحدث به ملامسة بين الشخصين، وهو عبارة عن أفكار جنسية متبادلة لها مخاطر عديدة على الفرد.
- يضمن ممارس هذا النوع من الجنس عدم حصوله على الأمراض المنقولة جنسياً (كالإيدز والهربس والسيلان...) إلا أنه لا يعرف ما قد يسبب من ضرر على نفسه من نواحي أخرى!
- حصوله على الإشباع الغريزي دون أن يتكلف بالمتاعب.[4]

## أنواع الجنس الإلكتروني بين الفردين
يقسم الجنس الإلكتروني بحسب جنس ممارسيه إلى قسمين:
- بين شخصين مختلفي الجنس (كرجل مع امرأة).
- بين شخصين من نفس الجنس (كرجل مع رجل) في حالات المثلية الجنسية.

## الآراء الدينية
يعتبر رجال الدين في الأديان الإبراهيمية الثلاث (اليهودية، المسيحية والإسلام)  ان هذا العمل «منافي للاخلاق» ويترتب عليه «العقاب نتيجة معارضة الفرائض الدينية».